# ベアレン醸造所
株式会社ベアレン醸造所（ベアレンじょうぞうしょ）は、岩手県盛岡市に本社を置く地ビールメーカーである。

## 概要
ドイツの醸造所の仕込み室を移設し、100年前に使われていた銅製の仕込み釜で麦汁を造り、冷却槽で時間をかけて放冷させるというヨーロッパの伝統的製法でクラシックビールを造るブルワリーである。醸造所の建物はレンガや瓦を製造する古い工場を改装（取り壊し後に改築）して造った。ドイツ人ブラウマイスター（ビール醸造職人）が仕込みや現地調達を行ない、原料の麦芽はドイツの麦芽メーカー（カール・ビンデバルト社）から直接購入している。
社名のベアレンとはドイツ語で「熊（複数形）」を意味し、熊が生息する岩手県の自然と、体躯のがっちりした醸造職人をイメージしている。

## 沿革
- 2001年2月20日に「有限会社ベアレン醸造所」として資本金300万円で設立。
- 2008年1月22日、ビールの貯蔵用タンクが破裂して壁を突き破り、隣の部屋で作業していた従業員が巻き込まれる事故が発生。従業員は病院に搬送後死亡した。原因究明のためビール製造を一時休止。
- 2008年3月26日、ビールの製造を再開。それに先立ち、設備の設置、改装、移動などは経験則によるもので「タンクの強度検査を行っていなかった」「安全管理マニュアルがない」など事故の問題点を洗い出し、「業者の利用、専門家のチェックを受ける」「手順書、安全マニュアルの文書化」「安全点検の定期的実施」などの改善策を公開した[9]。
- 2008年7月、地産地消をコンセプトにした直営店の1号店「ビアパブ　ベアレン」を盛岡市材木町で開業。
- 2010年7月、直営2号店「ビアバー　ベアレン」を盛岡市中ノ橋通で開業。
- 2012年8月7日、独立行政法人中小企業基盤整備機構（中小機構）や独立行政法人日本貿易振興機構（ジェトロ）などが主催し、東京ビッグサイトで開催された展示商談会「TOHOKU FOOD EXPO 2012」に出展[10]。

## 交通アクセス
- 岩手県庁から徒歩20分、上盛岡駅から徒歩8分、盛岡駅から車で10分